# Владимир Урошевић (кларинетиста)
Владимир Урошевић (1978 — 2011) био је српски кларинетиста.

## Биографија
Владимир Урошевић рођен је 05.11.1978. године. Завршио је нижу и средњу Музичку школу у Пожаревцу, у класи професора Перише Станојевића.
Дипломирао је на одсеку за кларинет, у класи професора Анте Гргина на Факултету музичке уметности у Београду, са наградом „Јаков Срејовић“ за највиши извођачки ниво на дувачком одсеку. Добитник је бројних првих награда у земљи и иностранству, као и специјалне награде жирија за лауреат „Орфеја“. Уз пуну стипендију усавршавао се у САД, у класи професора Сиднеја Фореста. Био је први кларинетиста светског симфонијског оркестра у Мичигену. Учествовао је на бројним семинарима, код нас и у иностранству, код еминентних професора: Мајкла Арингнона, Чарлса Нидича, Мате Бекавца...
Био је стипендиста Цептер фондације. Иза њега стоје многобројни концерти и реситали у Америци, Италији, Шпанији, Аустрији, Црној Гори и Србији. Наступао је као солиста са симфонијским оркестром „С. Бинички“, Светским симфонијским оркестром младих Интерлокен у Мичигену, гудачким камерним оркестром „Св. Ђорђе“, био је члан Београдске филхармионије, такође, активно је деловао у камерној опери „Мадленианум“, и Симфонијском оркестру РТС-а. Радио је као асистент сарадник на ФМУ у Београду, код професора Анте Гргина и као професор кларинета у Музичкој школи „Стеван Мокрањац“ у Пожаревцу.
Умро је 2011. године, од тумора на мозгу, сахрањен је на старом гробљу у Пожаревцу. После његове смрти установљена је специјална награда за такмичење дрвених дувача у Пожаревцу са његовим именом.